# スタイル・エッジ
株式会社スタイル・エッジは、士業・医業等のプロフェッショナルに向けた総合支援事業や、ラジオ番組の企画・制作事業を展開する企業である。本社は東京都新宿区に所在する。

## 概要
士業・医業等のプロフェッショナルに向けた総合支援事業を展開。専門性の高い士業、医業に従事する者に対し、主に「インフラ事業」「マーケティング事業」「システム事業」「HR事業」といった4つのサービスを中心にワンストップで総合的な支援を行う。
また、東京本社から徒歩3分のところに自社所有のラジオスタジオ「SEstudio」がある。自社制作番組に留まらず、地方ラジオ局の東京支社が制作する番組において、支社内にラジオスタジオを有しない放送局向けに有料で貸し出しを行っている。

## 沿革
- 2008年（平成20年）5月 - 株式会社スタイル・エッジ創業。
- 2010年（平成22年）6月 - 中野区にオフィスを移転。
- 2014年（平成26年）8月 - 新宿区にオフィスを移転。
- 2016年（平成28年）
  - 3月 - 平成27年度優良企業表彰制度「審査員特別賞」を受賞[注 1]。
  - 12月 - 
    - ビジョン「80億の人生に彩りを。」、ミッション「悩む人の明日をひらく。」、行動指針であるクレドを制定する。
    - 東京本社を渋谷区に移転。
- 2017年（平成29年）
  - 2月 - 次世代育成認定マーク「くるみん」を取得。
  - 7月 - パラリンピック出場を目指すアスリートへの奨学金制度創設に協力。
  - 11月 - 『共働き子育てしやすい企業ランキング2017』にランクイン[5]。
- 2018年（平成30年）
  - 11月 -
    - 業務拡大に伴い、福岡オフィスを現在地に移転。
    - 始業前エクササイズおよびスポーツイベントの実施、定期的なスポーツニュースの配信、サークル制度の導入等の取組が評価され、東京都スポーツ推進企業に認定。
    - 健康企業宣言東京推進協議会が実施する「健康優良企業認定制度」において、「銀の認定」（健銀第554号）を取得する。

  - 12月 -
    - スポーツエールカンパニー[6]に認定。
    - 情報セキュリティマネジメントシステムの国際規格を取得。
- 2019年（平成31年・令和元年）
  - 2月 - 女性の活躍推進が優良な事業主として「えるぼし」認定を取得。
  - 2月 - 健康経営優良法人の認定を取得。
  - 6月 - 金融庁の電子決済等代行業者の登録完了。
  - 11月 - 渋谷労働基準監督署長より表彰を受ける。
- 2020年（令和2年）
  - 6月 - ラジオ番組収録用の新スタジオ「SEstudio」を開設。
  - 8月 - 自社開発したシステムが特許取得。
- 2021年（令和3年）
  - 3月 -「健康経営優良法人2021　ブライト500」に認定。
  - 3月 -「TOKYOテレワークアワード」推進賞を受賞[7]。
  - 4月 - 「第3回 WOMAN’s VALUE AWARD」企業部門において優秀賞を受賞[8]。
  - 12月 -
    - 福井県福井市に新オフィスを開設。
    - 東京本社をJR新宿ミライナタワーに移転。
- 2022年（令和4年）
  - 4月 -「心のバリアフリー」サポート企業に登録される。
  - 4月 - アジア太平洋地域における急成長企業ランキングにランクイン[9]。
- 2023年（令和5年）
  - 2月 -
    - 「遠隔弁護」システムをリリース。
    - 「スポーツエールカンパニー」のブロンズ認定を取得。

  - 3月 -「健康経営優良法人2023　ブライト500」に認定[10]。
  - 3月24日 - 全研本社株式会社（現・Zenken）との資本業務提携を発表[11]。

## 制作番組

### 放送中の番組
- キャイ〜ンの家電ソムリエ
- 週刊!しゃべレーザー
- 島田秀平と古藤由佳のこんな法律知っ手相（FM NACK5）
- バタやんのこころラジオ（ラジオ大阪）
- 岡野・村重の無担保酒場（FBCラジオ）
- 小野大輔の高知（こっち）来いよ！（文化放送・RKCラジオ）
- 根本京里のラジオ勉強中（Radiotalk）
- 鷹木信悟のハツラジ（山梨放送）
- 山口勝平のモンキーラジオ（栃木放送）　ほか多数[12]

### ショッピング

#### 小倉・IMALUの○○玉手箱
『小倉・IMALUの○○玉手箱』（おぐら・いまるのまるまるたまてばこ）は、ラジオショッピング番組。
番組公式サイトは開設されていないが、ネット局の中にはホームページを設けている局もある。

##### ネット局

###### 現在
※2025年7月現在
全国
- ミュージックバード[注 4] - 日曜　8:40 - 8:55

北海道地方
- STVラジオ - 日曜　6:00 - 6:15[注 5]
- HBCラジオ - 日曜　10:10 - 10:25[注 6]

東北地方
- FM青森 - 土曜　8:30 - 8:45
- FM岩手 - 日曜　9:00 - 9:15
- 東北放送 - 日曜　10:15 - 10:30
- FM秋田 - 日曜　9:00 - 9:15
- 秋田放送 - 日曜　6:00 - 6:15[注 7]
- FM山形 - 月曜　8:40 - 8:55
- rfcラジオ福島 - 日曜 12:30 - 12:45（「ニューシニアマガジン 大和田新のラヂオ長屋」内）

関東地方
- 文化放送 - 土 - 日曜　5:20 - 5:35、日曜 13:45 - 14:00
- TBSラジオ - 日曜　6:30 - 6:45
- InterFM897 - 日曜　5:45 - 6:0、水曜 14:40 - 14:54
- ラジオ日本 - 日曜　8:45 - 9:00
- LuckyFM茨城放送 - 月曜　5:45 - 6:00
- FMヨコハマ - 月曜　5:45 - 6:00

北陸・甲信越
- 新潟放送 - 日曜　7:25 - 7:40
- KNBラジオ - 火曜　16:35 - 16:50、水曜　6:55 - 7:10、土曜　8:30 - 8:45
- FMとやま - 土曜　5:45 - 6:00、土曜　8:00 - 8:15
- MROラジオ - 水曜　12:30 - 12:45
- FM石川 - 日曜　9:30 - 9:45
- FM福井 - 土曜　8:40 - 8:55
- 山梨放送 - 土曜　5:45 - 6:00、土曜　7:00 - 7:15、土曜 16:30 - 16:45
- SBCラジオ - 日曜 6:00 - 6:15[注 8]

東海地方
- ぎふチャンラジオ - 水曜  18:00 - 18:15、日曜　9:00 - 9:15
- SBSラジオ - 日曜　11:30 - 11:45
- FM AICHI - 日曜　6:30 - 6:45、日曜　9:00 - 9:15
- レディオキューブ FM三重 - 月曜　11:30 - 11:45

関西地方
- e-radio - 土曜　9:40 - 9:55[注 9]
- FM大阪 - 日曜　7:45 - 8:00[注 10]
- ラジオ大阪 - 日曜　7:15 - 7:30[注 11]
- MBSラジオ - 土曜　5:45 - 6:00、日曜　5:15 - 5:30（「モーニングマーケット内」）
- ラジオ関西 - 日曜　19:00 - 19:15[注 12]
- Kiss FM KOBE - 日曜　7:00 - 7:15

中国・四国地方
- V-air - 土曜　8:45 - 9:00、火曜　11:30 - 11:45
- 山陰放送 - 日曜　16:45 - 17:00
- RSKラジオ - 日曜　7:45 - 8:00
- FM OKAYAMA - 土曜　11:40 - 11:55
- RCCラジオ - 日曜　11:30 - 11:45
- HFM - 金曜　6:15 - 6:30
- FMY - 日曜　7:00 - 7:15、木曜　14:40 - 14:55
- KRYラジオ - 木曜　16:35 - 16:50
- FM徳島 - 日曜　9:00 - 9:15[注 13]
- RNCラジオ - 土曜　8:15 - 8:30[注 14]
- FM愛媛 - 日曜　11:40 - 11:55
- FM高知 - 土曜　8:40 - 8:55

九州地方
- KBCラジオ - 火曜 12:40 - 12:55、金曜　5:00 - 5:15
- RKBラジオ - 日曜　5:00 - 5:15、日曜　6:45 - 7:00[注 15]
- FM佐賀 - 日曜 9:15 - 9:30
- NBC長崎放送ラジオ - 日曜 18:00 - 18:15
- FM Nagasaki - 日曜　9:30 - 9:45
- RKKラジオ - 火曜・水曜　5:15 - 5:30
- FMK - 金曜　15:40 - 14:55、日曜　9:30 - 9:45
- OBSラジオ - 土曜　7:45 - 8:55、日曜　10:30-10:45
- FM大分 - 日曜　9:15 - 9:30
- JOY FM - 土曜 6:40 - 6:55
- 南日本放送 - 土曜　12:45 - 13:00
- FM鹿児島 - 木曜　15:15 - 15:30

沖縄地方
- ラジオ沖縄 - 日曜 17:35 - 17:50
- RBCiラジオ - 木曜 5:00 - 5:15、土曜　5:30 - 5:45[注 16]

###### 過去
北海道地方
- AIR-G - 土曜　6:15 - 6:30

東北地方
- 青森放送 - 日曜　17:45 - 18:00
- 秋田放送 - 日曜　6:00 - 06:15

関東地方
- 栃木放送 -  月曜　12:10 - 12:25、月曜　12:30 - 12:45（TALK & MUSIC内）

東海地方
- 東海ラジオ - 土曜　5:45 - 6:15（※Morning Delight放送内でも放送）、日曜 8:45 - 9:00）

関西地方
- KBS京都Radio - 木曜　5:30 - 5:45
- ABCラジオ - 水曜　28:20 - 28:35[注 17]

中国・四国地方
- FM香川 - 日曜　9:15 - 9:30